# Maleo Reggae Rockers z Przystanku Woodstock 2003
Maleo Reggae Rockers z Przystanku Woodstock 2003 – album zespołu Maleo Reggae Rockers wydany w 2003 roku.

## Lista utworów
1. "Święty Szczyt"
2. "Idą Ludzie Babilonu"
3. "Kocham Cię tak samo"
4. "Żyję w tym mieście"
5. "Gadka 1"
6. "Kokaine Riddim"
7. "Gadka 2"
8. "Jesus is The Best"
9. "Music"
10. "Rhytmology"
11. "Gadka 3"
12. "Yaba Yaba"
13. "Sunshine Day"
14. "Gadka 4"
15. "Moundian To Beck Ke I"
16. "Mama Africa I"
17. "Moundian To Beck Ke II"
18. "Mama Africa II"
19. "Mama Africa III"
20. "Outro - Dziękujemy..."